# ベータ (オートバイメーカー)
ベータ・モーター S.p.A（Beta Motor S.p.A）は、イタリアのオートバイメーカー・ブランド。
エンデューロ、トライアル、モトクロスのようなオフロード用バイクを専門に製造している。

## 概要
1905年にエンツォ・ビアンキがフィレンツェを拠点に「ソシエタ・ジュゼッペ・ビアンキ」という社名で足漕ぎ自転車の製造会社を創業。ビアンキは兵役中にアリーゴ・トシと出会って、妹のエルダと結婚し、以降家族で経営するようになる。ベータの名前の由来はビアンキとトシの頭文字に由来する。
1940年代後半からオートバイの製造に着手。スクーターやモペッド、スポーティなバイクを製造し、競技で活躍した。
1960年代にヴィア・ベッラリーヴァにあった老朽化した工場を放棄し、オスマンノロへ移転した。1966年にフィレンツェは大洪水に見舞われたが、幸い復旧は早かった。この頃エンジンの自社生産が開始された。
1970年代に入るとオフロード部門が台頭し、ますますオフロードバイク（モトクロス、エンデューロ）へ傾倒していった。しかしこの間もスクーターのラインナップは欠かさなかった。
しかし日本メーカーが両競技を支配し始めるようになったため、1980年代半ばからベータはトライアルへ注力するようになる。自転車トライアル出身で革新的なライディングフォームを持ち込んだスペイン人ライダーのジョルディ・タレスにより、ベータはトライアル世界選手権を1987 - 1991年の間に4度制覇した。また後にタレスを上回るタイトル数を得るダニー・ランプキンも、1997 - 1999年にベータ車でタイトルを3連覇した。1993年から始まった室内選手権でも、ベータは90年代を通じて無類の強さを発揮し、6度タイトルを獲得した。
90年代にラポ・ビアンキ博士が加入して技術・管理体制・商業の両面で革新的な改良がされた。この頃KTMやハスクバーナのスクーターの受託生産を行った。
2004年にKTMからのエンジン供給を受けて、4ストロークエンジン車でエンデューロに復帰した。
2005年以降はスズキやKTMとの提携を行い、海外への積極的な販路拡大に力を注いでいる。トライアルの販売は減少し、モトクロスとエンデューロバイクが売り上げを伸ばした。2010年代から自社製エンジンのエンデューロマシンも開発するようになり、現在は4ストローク/2ストロークともに全て自社製エンジンとなっている。加えて電動オフロードバイクもラインナップするようになった。
2016年にエンデューロ世界選手権で最大排気量のE3クラスでタイトルを獲得したのを皮切りに、ベータは快進撃を開始。2018年・2019・2020年と2クラスでタイトルを獲得。さらに2021・2022年とGP（E1 - E3の総合）およびE3クラスのタイトルを連覇した。
日本では富山県のベータジャパンが正規輸入販売を行っている。また全日本トライアル選手権、全日本エンデューロ選手権に参戦している。

## 車種

### トライアル
- Evo 2009-
- Rev-3 2000-2008
- Techno 1994-1999
- Zero 1990-1993

### エンデューロ
- RR2T

### トレッキング
- Alp

### ストリート
- Urban
- M4
- Ark